# Maurice Loustau-Lalanne
Maurice Jean Leonard Loustau-Lalanne est un homme politique seychellois qui a occupé d'importants postes gouvernementaux aux Seychelles.

## Biographie
Loustau-Lalanne a été ministre des Finances, du Commerce, de l'Investissement et de la Planification économique du 26 avril 2018 au 29 octobre 2020. Il a été nommé à ce poste par le président Danny Faure,.
Avant cela, Loustau-Lalanne était ministre du Tourisme en janvier 2016.